# Aramaico imperial
Aramaico imperial é um termo linguístico, cunhado por estudiosos modernos para designar uma variedade histórica específica da língua aramaica. O termo é polissêmico, com dois significados distintos, mais amplo (sociolinguístico) e mais restrito (dialetológico). Como a maioria dos exemplos sobreviventes da língua foram encontrados no Egito, a língua também é chamada de aramaico egípcio.
Alguns estudiosos usam o termo como uma designação para uma fase distinta e socialmente proeminente na história da língua aramaica, que durou de meados do século VIII a.C. até o final do século IV a.C. e foi marcada pelo uso do aramaico como língua da vida pública e administração no final do Império Neoassírio e seus estados sucessores, o Império Neobabilônico e o Império Aquemênida. Outros estudiosos usam o termo aramaico imperial num sentido mais restrito, reduzido apenas ao período aquemênida, baseando essa redução em várias distinções estritamente linguísticas entre a fase anterior (neoassíria e neobabilônica) e a fase aquemênida posterior (mais proeminente).
Como todas essas fases podem ser semanticamente rotuladas como "imperiais", alguns estudiosos optam pelo uso de termos mais específicos e inequívocos, como aramaico neoassírio e aramaico neobabilônico (para as fases mais antigas) e aramaico aquemênida (para a fase posterior), evitando assim o uso do rótulo polissêmico "imperial" e suas implicações principalmente sociolinguísticas. Questões semelhantes surgiram em relação aos usos de alguns termos alternativos, como aramaico oficial ou aramaico padrão, que também foram criticados como inespecíficos. Todos esses termos continuam a ser usados de forma diferente pelos estudiosos.
Os papiros e óstracos de Elefantina, bem como outros textos egípcios, são o maior grupo de registros existentes na língua, coletados no livro Textbook of Aramaic Documents from Ancient Egypt. Fora do Egito, a maioria dos textos são conhecidos por meio de inscrições em pedra ou cerâmica espalhadas por uma ampla área geográfica. Mais recentemente, um grupo de documentos de couro e madeira foi encontrado na Báctria, ou seja, os documentos aramaicos da Báctria.

## Nome e classificação
O termo "aramaico imperial" foi cunhado pela primeira vez por Josef Markwart em 1927, chamando a língua pelo nome alemão Reichsaramäisch. Em 1955, Richard N. Frye observou que nenhum decreto existente expressamente ou ambiguamente concedeu o status de "língua oficial" a qualquer língua em particular, fazendo-o questionar a classificação do aramaico imperial. Frye passou a reclassificar o aramaico imperial como a língua franca usada nos territórios do Império Aquemênida, sugerindo ainda que o uso da língua era mais prevalente nessas áreas do que se pensava inicialmente.

## História
Os falantes nativos do aramaico, os arameus, se estabeleceram em grande número na Babilônia e na Alta Mesopotâmia durante as eras dos Impérios Neoassírio e Neobabilônico. O influxo maciço de colonos levou à adoção do aramaico como língua franca do Império Neoassírio. Após a conquista aquemênida da Mesopotâmia em 539 a.C., os aquemênidas continuaram o uso do aramaico como língua da região, estendendo ainda mais sua prevalência ao torná-lo o padrão imperial (portanto, o aramaico "imperial") para que possa ser o "veículo de comunicação escrita entre as diferentes regiões do vasto império com seus diferentes povos e línguas". A adoção de uma única língua oficial às várias regiões do império foi citada como uma razão para o sucesso sem precedentes dos aquemênidas na época em manter a extensão de seu império por séculos.

## Legado e influência
A evolução dos alfabetos da região do Mediterrâneo é comumente dividida em duas divisões principais: os alfabetos derivados dos fenícios do Ocidente, incluindo a região do Mediterrâneo (Anatólia, Grécia e a península italiana), e os alfabetos derivados do aramaico do Oriente, incluindo o Levante, a Pérsia, a Ásia Central e o subcontinente Indiano. Os antigos alfabetos derivados dos fenícios surgiram por volta do século VIII a.C., e os últimos alfabetos derivados do aramaico evoluíram da escrita aramaica imperial por volta do século VI a.C. Após a queda do Império Aquemênida, a unidade da escrita aramaica imperial foi perdida, diversificando-se numa série de cursivas descendentes. A escrita aramaica e, como ideogramas, o vocabulário aramaico sobreviveriam como as características essenciais do alfabeto pálavi, desenvolvendo-se a partir do alfabeto maniqueísta.
A ortografia do aramaico imperial foi baseada mais em suas próprias raízes históricas do que em qualquer dialeto falado, levando a uma alta padronização da língua em toda a extensão do Império Aquemênida. Dos glifos aramaicos imperiais existentes em sua época, há dois estilos principais: a forma lapidária, frequentemente inscrita em superfícies duras como monumentos de pedra, e a forma cursiva. O Império Aquemênida usou ambos os estilos, mas a cursiva se tornou muito mais proeminente do que a lapidária, fazendo com que esta última eventualmente desaparecesse no século III a.C.. Em regiões remotas, as versões cursivas do aramaico evoluíram à criação dos alfabetos siríaco, palmireno e mandaico, que formaram a base de muitas escritas históricas da Ásia Central, como os alfabetos sogdiano e mongol. A escrita brami, da qual deriva toda a família de escritas brâmicas (incluindo devanágari), provavelmente descende do aramaico imperial, já que Ciro, o Grande, levou as fronteiras do Império Aquemênida até a borda do subcontinente Indiano, com Alexandre, o Grande, e seus sucessores ligando ainda mais as terras por meio do comércio.

### Hebreu
O cativeiro babilônico terminou depois que Ciro, o Grande, conquistou a Babilônia. A prevalência em massa do aramaico imperial na região resultou no uso eventual do alfabeto aramaico para escrever hebraico. O aramaico ocidental antigo tardio, também conhecido como palestino antigo judaico, é uma língua bem atestada usada pelas comunidades da Judeia, provavelmente originária da área de Cesareia de Filipe. No século I, o povo da Judeia romana ainda usava o aramaico como sua língua principal, junto com o grego coiné para comércio e administração. O manuscrito mais antigo do Livro de Enoque (c. 170 a.C.) foi escrito no dialeto aramaico ocidental antigo tardio.
O Novo Testamento tem vários termos não gregos de origem aramaica, como:
- Talita (ταλιθα, Talitha), que pode representar o substantivo ṭalyĕṯā (Marcos 5:41).
- Rabôni (Ραββουνει, Rabbounei), que significa "meu mestre/grande/professor" tanto em hebraico quanto em aramaico (João 20:16).

### Aramaico nabateu
Em vez de usar seu árabe nativo, os nabateus usariam o aramaico imperial para suas comunicações escritas, causando o desenvolvimento do aramaico nabateu a partir do aramaico imperial.

### Alfabeto maniqueísta
O sistema de escrita abjad maniqueísta se espalhou do Oriente Próximo à Ásia Central, viajando até a bacia do Tarim, no que hoje é a China. Sua presença na Ásia Central levou à influência da escrita sogdiana, que por sua vez descende do ramo siríaco do aramaico. As tradições do maniqueísmo alegam que seu profeta fundador, Maneu, inventou a escrita maniqueísta, além de escrever os principais textos maniqueístas. O sistema de escrita evoluiu do alfabeto aramaico imperial, que ainda estava em uso durante a era de Maneu, ou seja, os primeiros anos do Império Sassânida. Junto com outros sistemas de escrita, o alfabeto maniqueísta evoluiu à escrita pálavi e foi usado para escrever o persa médio, e outras línguas que foram influenciadas pelo maniqueísta incluem: parta, sogdiano, bactriano e uigur antigo.